# Donaldsonville
Donaldsonville és una població dels Estats Units a l'estat de Louisiana. Segons el cens del 2000 tenia 7.605 habitants.

## Demografia
Segons el cens del 2000, Donaldsonville tenia 7.605 habitants, 2.656 habitatges, i 1.946 famílies. La densitat de població era de 1.151,5 habitants/km².
Dels 2.656 habitatges en un 39,3% hi vivien nens de menys de 18 anys, en un 37,4% hi vivien parelles casades, en un 30,7% dones solteres, i en un 26,7% no eren unitats familiars. En el 24,7% dels habitatges hi vivien persones soles l'11,4% de les quals corresponia a persones de 65 anys o més que vivien soles. El nombre mitjà de persones vivint en cada habitatge era de 2,81 i el nombre mitjà de persones que vivien en cada família era de 3,35.
Per edats la població es repartia de la següent manera: un 32,1% tenia menys de 18 anys, un 10,6% entre 18 i 24, un 25,4% entre 25 i 44, un 19,7% de 45 a 60 i un 12,2% 65 anys o més.
L'edat mediana era de 31 anys. Per cada 100 dones de 18 o més anys hi havia 74,6 homes.
La renda mediana per habitatge era de 24.084 $ i la renda mediana per família de 29.408 $. Els homes tenien una renda mediana de 31.849 $ mentre que les dones 17.528 $. La renda per capita de la població era de 12.009 $. Entorn del 32,8% de les famílies i el 34,8% de la població estaven per davall del llindar de pobresa.

## Poblacions més properes
El següent diagrama mostra les poblacions més properes.